# Lygodactylus klugei
Espèce
Synonymes
- Vanzoia klugei Smith, Martin & Swain, 1977

Lygodactylus klugei est une espèce de geckos de la famille des Gekkonidae.

## Répartition
Cette espèce est endémique du Brésil. Elle se rencontre dans les États de Bahia, du Pernambouc et du Ceará.

## Étymologie
Cette espèce est nommée en l'honneur d'Arnold Girard Kluge.

## Publication originale
- Smith, Martin & Swain, 1977 : A new genus and two new species of South American geckos (Reptilia: Lacertilia). Papéis Avulsos de Zoologia, São Paulo, vol. 30, n. , p. 195-213.